# Galzignano Terme
Galzignano Terme é uma comuna italiana da região do Vêneto, província de Pádua, com cerca de 4.225 habitantes. Estende-se por uma área de 18 km², tendo uma densidade populacional de 235 hab/km². Faz fronteira com Arquà Petrarca, Baone, Battaglia Terme, Cinto Euganeo, Monselice, Montegrotto Terme, Teolo, Torreglia, Vo.

## Demografia
| Variação demográfica do município entre 1861 e 2011                               |
|                                                                                   |
| Fonte: Istituto Nazionale di Statistica (ISTAT) - Elaboração gráfica da Wikipedia |